# Cedrela salvadorensis
Cedrela salvadorensis es una especie que pertenece a la familia Meliaceae, algunos de sus nombres comunes en México son: cedro, cedro macho (Chiapas); cuachichile (Matamoros); nogal cimarrón (Guanajuato); cedro chino, cedro fino, cedro oloroso (Oaxaca); aj (en Mixe, Oaxaca); aluquec,  elalu-quec (en Chontal, Oaxaca); mañu, mañin (en Chinanteco, Oaxaca).

## Clasificación y descripción
Árbol de 4 hasta 15 m de alto, con un diámetro de 25 cm hasta 80 cm, fuste corto, ramificado a baja altura, frecuentemente torcido. La corteza externa grisácea, en algunos sitios café rojizo o café obscuro; la corteza interna mide 5 mm y la externa 7 mm, tiene un olor a ajo, y de sabor amargo escamosa, con escamas irregulares, desprendimiento escamoso o fisurada. Hojas compuestas, alternas, paripinnadas, de 20-85 cm de largo; pecíolos densamente puberulentos. Folíolos 5-8 pares, 9-14.5 (hasta 20) cm de largo y 3.4-10.2 cm de ancho; el eje central mide de 12 a 84 cm de largo con 6-12 pares de hojuelas con peciólulos de 2 a 5 mm de largo; la lámina tiene una forma elíptico-oblonga a oblongo-lanceolada, el ápice es obtuso, raramente agudo o corto-acuminado, mide de 4-25 cm de largo y de 2-14 cm de ancho, con lo bordes lisos, la hojuelas son pilosas o pubescentes en el envés. Son de color verde claro. Inflorescencia axilar, en panículas ramificadas a veces más corta que las hojas, 5-20 cm de largo. Las flores son blancuzcas a ligeramente rosadas en pedicelos de hasta 1 mm de largo; cáliz campanulado de 2 mm de largo; cinco pétalos oblongos de 6 mm de largo, pubescentes; tienen cinco estables, pistilos con ovario de cinco celdas. Los frutos son cápsula leñosas larga, claviforme a obovoide, de color pardo-grisácea, con una apariencia verrugosa o tuberculada con 5 valvas muy notorias al abrir cuando maduran, 6.5-15 cm de largo, el pedúnculo es de 3 a 10 cm de largo; las semillas son de parduscas, aladas, 3.5-6 cm de largo incluyendo el ala 2, 3 y 5. Cedrela salvadorensis ha sido confundida con C. tonduzii C.DC.  del sureste de México por el tamaño de sus frutos, pero es una especie de poca estatura y de clima cálido seco que no crece en lugares húmedos y altos como C. tonduzii.

## Distribución y ambiente
Se distribuye desde México hasta Panamá: Tiene una distribución altitudinal que varía de 0-2900; en México crece en bosques secos caducifolios o subcaducifolios frecuentemente en la costa del Pacífica y en la Depresión Central de Chiapas, desde 50-1830 m de elevación. Se encuentra en México: Jalisco, Nayarit, Colima, Michoacán, Guerrero, Oaxaca, Chiapas, Morelos, Estado de México, Puebla. El periodo de floración en México ocurre durante los meses de febrero a abril, los frutos se producen durante todo el año. Crece en suelos rocosos o calcáreos, y limosos, poco profundos, asociados a cursos de agua, o en zonas con el manto freático superficial.

## Estado de conservación.
En Costa Rica se encuentra vedada para el aprovechamiento por el riesgo que esto representa para la continuidad de la especie en los bosques, se considera una especie en peligro de extinción (MINAE 25 700, publicado en La Gaceta n.º 11, de 16 de enero de 1979).

## Usos
Agroforestales: sombra para cultivos (café), setos (uso potencial). Se usa para estabilización de cauces fluviales y taludes rocosos. Ebanistería y en la elaboración de yugos para yuntas. Puede utilizarse para artículos torneados, marcos, puertas, ventanas y elaboración de muebles en general. Los árboles de esta especie se usan para proyectos de melicultura y arboricultura.